# Bermudo Froilaz

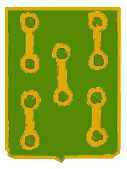
Um dos vários brasões da linhagem de Trava ou Traba

Bermudo Froilaz ou Vermudo Froilaz como também aparece grafado foi conde em Trava no Reino da Galiza e avô de Pedro Froilaz de Trava, aio do rei Afonso VII de Leão e Castela.

## Matrimónio e descendência
Casado em primeiro casamento com Guntronda de Rivera.  Sem descendentes. Casou pela segunda vez com Lupa Rodrigues (m. 1071), de quem teve:
- Froila Bermúdez, conde de Trava, casou com Elvira de Faro e com Lucia.[1]
- Lucia Bermudes.[1]